# Acherontia atropos
Acherontia atropos là một loài bướm đêm trong chi Acherontia.
Loài Acherontia được biết đến chủ yếu do có hình ảnh hộp sọ người mờ ở trên phần giữa mình.
Acherontia Atropos là một loài bướm lớn với sải cánh dài 90–130 mm (khoảng 3,5-5 inch), là loài bướm lớn nhất ở một số khu vực phân bố.

## Phân bố
Acherontia atropos phân bố trên khắp Trung Đông và vùng Địa Trung Hải, phần lớn châu Phi xuống mũi phía Nam, và gia tăng về phía bắc phía nam Đại Anh do các mùa đông Anh gần đây ôn hòa hơn. Loài này hiện diện tại miền đông Ấn Độ và phía tây Saudi Arabia, và xa tận phía tây đến quần đảo Canary và Azores. Chúng xâm lấn tây Lục địa Á-Âu thường xuyên, mặc dù vài cá nhân trú đông thành công.